# H3N1
인플루엔자바이러스 A형 아형 H3N1(A/H3N1)은 주로 돼지에 영향을 미치는 인플루엔자바이러스 A형의 아형이다. 
인플루엔자바이러스 A형의 아형들 중 돼지에게 인플루엔자를 일으킨다고 알려진 아형으로는 H1N1, H1N2, H3N1, H3N2이 있다.

## 같이 보기
- 푸젠 독감
- 조류 인플루엔자
- 개 인플루엔자
- 말 인플루엔자
- 인플루엔자
- 돼지 인플루엔자